# Rådskommunisme
Rådskommunisme eller rådsocialisme er en strømning inden for den kommunistiske tanke, der opstod omkring 1920'erne. Inspireret af Novemberrevolutionen var rådskommunismen modstander af statsocialisme og fortaler for arbejderråd og rådsdemokrati. Rådsocialisme er også modstander af leninisme og stalinisme. Begrebet har dog i nogen grad antaget forskellige betydninger inden for den socialistiske tradition. Den betragtes som stærkest i Weimarrepublikken (Tyskland) og Holland i 1920'erne.

## Historie

### Fremkomst
Rådskommunismen opstod i årene efter 1918, da nogle kommunister i Tyskland og Holland konkluderede, at Den Russiske Revolution havde ført til en koncentration af magten i hænderne på en ny politisk elite. Dens mest fremtrædende tidlige fortalere var den tyske pædagog Otto Rühle, den hollandske astronom Anton Pannekoek og den hollandske digter Herman Gorter. De var oprindeligt entusiastiske støtter af bolsjevikkerne og Den Russiske Revolution. I 1918 sagde Gorter, at den bolsjevikiske leder Vladimir Lenin "rager op over alle andre ledere af proletariatet", og at Karl Marx var Lenins eneste ligemand. I 1919 skrev Pannekoek, at "i Rusland er kommunismen blevet sat i praksis i to år nu".
Da Tysklands Kommunistiske Parti (KPD) blev dannet i december 1918, var et flertal i partiet imod valgpolitik og fagforeningsarbejde. Disse holdninger placerede det til venstre for bolsjevikisk ortodoksi. I 1919 blev Komintern (Den Kommunistiske Internationale) dannet for at fremme bolsjevikisk politik internationalt. I oktober 1919 gennemtvang Paul Levi, lederen af KPD's ledelse, en ny partilinje, der fulgte Kominterns politik. Denne linje opfordrede til deltagelse i parlamentsvalg og kamp for kontrol med etablerede fagforeninger. Dette tvang reelt det venstrefløjsflertal ud af partiet, og omkring halvdelen af dets 100.000 medlemmer forlod det. I april 1920 dannede venstrefløjen Tysklands Kommunistiske Arbejderparti (KAPD) med et indledende medlemskab på omkring 38.000. Flytningen var delvist motiveret af, at venstrefløjen opfattede KPD's reaktion på Kapp-kuppet som svag. Samme år blev Tysklands Generelle Arbejderunion (AAUD) dannet som en revolutionær fagforening, delvist modelleret efter den amerikanske Industrial Workers of the World (IWW). Den blev af nogle set som fagforeningsforbundets tilknyttede organisation til KAPD.
I 1918 skrev Gorter pamfletten Verdensrevolutionen, der påpegede forskelle mellem situationerne i Rusland og Vesteuropa. Pannekoek fastslog i Verdensrevolution og Kommunistisk Taktik, en pamflet han udgav i 1920, at kommunistiske taktikker i Vesteuropa nødvendigvis var anderledes end dem i Rusland. Han argumenterede for, at borgerskabet i Vesteuropa var mere etableret og erfarent, og at klassekampen som følge heraf måtte modsætte sig borgerlige institutioner som parlamenter og fagforeninger. Han understregede vigtigheden af klassekonskvens blandt masserne og anså den avantgarde-partimodel, som bolsjevikkerne advokerede for, som en potentiel hindring for revolutionen.
Umiddelbart efter KAPD's dannelse søgte det optagelse i Komintern. På Kominterns Anden Verdenskongres i 1920 afviste Kominterns ledere Lenin, Lev Trotskij og Grigorij Sinovjev enstemmigt KAPD's positioner. Et åbent brev fra Kominterns eksekutivkomité meddelte KAPD, at Komintern fuldt ud støttede KPD i dets strid med venstrefløjen. Nogle KAPD-delegerede forlod kongressen tidligt i protest. Lenin kritiserede KAPD, Pannekoek og andre venstrefløjsgrupper i pamfletten fra 1920, "Venstrefløjskommunisme": En barnesygdom, hvor han beskyldte dem for at sprede forvirring. Han hævdede, at en afvisning af at arbejde i parlamenter og fagforeninger ville overlade arbejderne under indflydelse af reaktionære ledere. Han indrømmede, at der var betydelige forskelle mellem Rusland og de mere avancerede lande i Vesteuropa, men fastholdt, at "det er den russiske model, der afslører for alle lande noget – og noget meget betydningsfuldt – af deres nære og uundgåelige fremtid", og at visse træk ved den russiske revolution var universelt gyldige. Gorter påtog sig opgaven at svare Lenin. Hans "Åbent brev til Kammerat Lenin" gentog argumentet om, at forskellene i klassestrukturen mellem Øst og Vest nødvendiggjorde forskelle i kommunistiske taktikker.
På trods af denne uenighed søgte KAPD og andre lignende grupper oprindeligt at ændre den internationale kommunistiske bevægelse indefra. På Kominterns tredje verdenskongres i 1921 lykkedes det ikke KAPD at samle en venstreopposition, og de trak sig derfor ud af Internationalen. Den rådskommunistiske kritik af bolsjevismen blev mere fundamental. Rådskommunister konkluderede, at bolsjevikkerne i virkeligheden ikke var i færd med at opbygge socialisme. I 1921 argumenterede Pannekoek for, at Den Russiske Revolution blot var en "bourgeois revolution" (en borgerlig revolution) som Den Franske Revolution. Gorter karakteriserede den som oprindeligt en dobbelt revolution, en arbejderklasserevolution mod kapitalismen og en kapitalistisk revolution mod feudalismen, men argumenterede for, at denne dualisme blev løst med Den Nye Økonomiske Politik af 1921, og at Sovjetrusland var blevet entydigt en kapitalistisk stat.
I henhold til historikeren Marcel van der Linden havde rådskommunismen i 1921 brudt med den officielle kommunistiske bevægelse og dannet en særskilt strømning. Mange forfattere er enige med van der Linden i at datere rådskommunismens fremkomst til begyndelsen af 1920'erne, men andre, som Philippe Bourrinet og John Gerber, henviser til tendensen som den hollandsk-tyske form for venstrekommunisme i denne periode og daterer rådskommunismens opståen til 1930'erne. I henhold til Frits Kool blev udtrykket rådskommunisme først brugt af Franz Pfemfert i 1921. I henhold til van der Linden var rådskommunismen defineret af fem grundlæggende principper:
- Kapitalismen var i tilbagegang og måtte afskaffes øjeblikkeligt.
- Den skulle erstattes af arbejdernes kontrol over økonomien gennem rådsdemokrati.
- Borgerskabet manipulerede arbejderklassen med sine socialdemokratiske allierede for at opretholde kapitalismen.
- Denne manipulation skulle modarbejdes ved at boykotte valgpolitik og bekæmpe traditionelle fagforeninger.
- Sovjetunionen var ikke et alternativ til kapitalismen, men en ny type kapitalisme.[26]

Den tyske og hollandske venstrefløj var en del af en bredere venstrekommunistisk bevægelse, der pressede tilbage mod gennemtvingelsen af den bolsjevikiske model på Vesteuropa. I Wien understregede Georg Lukács vigtigheden af arbejderklassens spontanitet. I Italien var Amadeo Bordiga modstander af valgpolitik, men havde ringe agtelse for råd som grundlag for en reorganisering af samfundet og talte for fortrop-partier, som Lenin gjorde. I Rusland kritiserede Arbejderoppositionen bureaukratiseringen af arbejderklasseorganisationer og sympatiserede med KAPD.
I henhold til Hans Manfred Bock bestod ledelsen af den tyske rådskommunistiske bevægelse primært af intellektuelle, der allerede havde været en del af SPD's venstrefløj før 1. verdenskrig, samt yngre intellektuelle, personer med en boheme-baggrund og akademikere, som var blevet radikaliseret af krigen. Dens medlemskab bestod for det meste af yngre arbejdere, der ikke havde været politisk aktive før krigen, og tidligere soldater forbitrede af krigens brutalitet.
I september 1921 blev Hollands Kommunistiske Arbejderparti (KAPN) dannet som et hollandsk modstykke til KAPD. Gorter støttede denne beslutning og blev dets hovedtalsmand, men Pannekoek var skeptisk, fordi han mente, at forholdene for en ny organisation ikke var modne i Holland. KAPN var modelleret efter KAPD, og dets program var næsten identisk med det tyske partis. Det lykkedes dog ikke at gentage KAPD's massebasis og havde aldrig mere end 200 medlemmer. Også i Bulgarien var der en venstrekommunistisk fløj i Kommunistpartiet. Under ledelse af Ivan Ganchev og påvirket af KAPD dannede venstrefløjen det Bulgarske Kommunistiske Arbejderparti (BRKP) i januar 1922. Det havde knap tusind medlemmer – hovedsageligt arbejdere og få intellektuelle. I Storbritannien blev Sylvia Pankhurst, der også var modstander af parlamentarisk politik, udelukket fra Storbritanniens Kommunistiske Parti (CPGB) i september 1921. Hun dannede det Kommunistiske Arbejderparti (CWP) i februar 1922. Det hævdede at have 500 medlemmer, men havde sandsynligvis langt færre.

## Teori
Mens rådskommunister delte en fælles overordnet retning, afveg deres synspunkter bredt i mange spørgsmål.
I modsætning til reformistisk socialdemokrati og til leninisme er rådskommunismens centrale argument, at demokratiske arbejderråd, der opstår på fabrikker og i kommuner, er den naturlige form for arbejderklassens organisation og statsmagt. De fastholder, at arbejderklassen ikke bør stole på leninistiske fortrop-partier eller reformer af det kapitalistiske system for at opnå socialisme. Ellers ville partiet opretholde en propagandistisk og "mindretalsrolle". Rådskommunister ser massestrejken og nye – endnu ikke opståede – former for masseaktion som revolutionære midler til at opnå et kommunistisk samfund. Hvor netværket af arbejderråd ville være det primære middel til revolution, fungerende som det apparat, hvormed proletariatets diktatur dannes og opererer.
Regeringen og økonomien bør styres af arbejderråd, der består af delegerede valgt på arbejdspladserne og kan tilbagekaldes når som helst. Som sådan er rådskommunister modstandere af autoritær socialisme. De er også modstandere af idéen om et revolutionært parti, da rådskommunister mener, at en partiledet revolution nødvendigvis vil føre til et partidiktatur.
Rådskommunisme og andre former for libertær marxisme, som f.eks. autonomisme, betragtes ofte som værende lig anarkisme på grund af lignende kritik af leninistiske ideologier for at være autoritære og afvisningen af idéen om et fortrop-parti. Som sådan omtales det som antiautoritær og anti-leninistisk marxisme.